# 4،3-ثنائي هيدروكسي فينيل أسيتالدهيد
4,3-ثنائي هيدروكسي فينيل أسيتالدهيد (اختصاراً DOPAL) هو مركب عضوي صيغته C8H8O3، والذي يمكن أن يصطنع مخبرياً؛ كما يصطنع حيوياً داخل الجسم، إذ هو مستقلب مهم للناقل العصبي دوبامين.
تدل بعض الدراسات إلى وجود رابط بين هذا المركب وبين العوامل الممرضة في مرض باركنسون.